# Wahlenbergia laxiflora
Wahlenbergia laxiflora là loài thực vật có hoa trong họ Hoa chuông. Loài này được (Sond.) Lammers miêu tả khoa học đầu tiên năm 1995.